# Senza riserve
Senza riserve è il terzo album in studio del gruppo musicale italiano Audio 2, pubblicato il 19 novembre 1996 dalla PDU.

## Tracce
1. C'era e non c'è
2. Io sono normale
3. Prima pagina
4. Come monete che tu puoi spendere nei giorni che vuoi
5. Anche se io
6. La soluzione
7. Alza le mani
8. Un uomo come tanti
9. È tutto più grande
10. E poi vai
11. Senza di te

## Formazione
Gruppo
- Giovanni Donzelli – voce
- Vincenzo Leomporro – voce

Altri musicisti
- Franco Giacoia – chitarra
- Gigi De Rienzo – tastiera, cori
- Alfredo Golino – batteria
- Franco Serafini – sintetizzatore
- Massimo Moriconi – basso
- Paolo Gianolio – chitarra acustica, chitarra elettrica
- Maurizio Dei Lazzaretti – batteria
- Danilo Rea – pianoforte, Fender Rhodes
- Massimo Varini – chitarra
- Massimiliano Pani – tastiera, cori
- Emanuela Cortesi, Stefania Camera, Simonetta Robbiani, Stefano De Maco – cori